# 永安満洲男
永安 満洲男（ながやす ますお、1934年5月12日 - ）は、日本の経営者。山陽電気鉄道元社長、会長。兵庫県出身。

## 経歴
1959年に早稲田大学法学部を卒業し、同年に山陽電気鉄道に入社。
1989年9月に取締役に就任し、1992年6月に常務、1995年11月に専務を経て、1999年6月には社長に就任した。2003年6月に会長を経て、2005年6月に相談役に就任。
2001年11月に藍綬褒章を受章。